# Edward Belcher
Pour les articles homonymes, voir Belcher.
Edward Belcher, né le 27 février 1799 à Halifax et mort le 18 mars 1877 à Londres, est un officier britannique de la Royal Navy et explorateur de l'Arctique.

## Biographie
Il entre dans la marine en 1812 et devient midshipman du Superb en 1816 qui prend part au bombardement d'Alger. Lieutenant (1818), il participe à une campagne dans le nord du Pacifique et est chargé d'une mission d'hydrographie des côtes nord et ouest de l'Afrique. 
En 1825-1826, il est engagé comme ingénieur-hydrographe sur le Blossom dans la mission de Frederick William Beechey dans le détroit de Béring pour venir en aide à l'expédition Parry et Franklin.
Capitaine (1829), il accomplit de nombreux travaux de relevés hydrographiques en Afrique, en Irlande, dans l'ouest de l'Amérique du Nord et de l'Amérique du Sud et à Hong Kong (1826-1848). En 1835, il rejoint le Sulphur à Panama et en prend le commandement (1837-1842). Il effectue alors un tour du monde puis, de 1843 à 1846, dirige une expédition dans les mers de Chine et à Bornéo sur le Samarang. En 1839, il dresse la première carte de l'île Clipperton. 
En 1852, l'amirauté lui confie la direction de cinq navires pour partir à la recherche de l'Expédition Franklin dans l'Arctique canadien. Le HMS Resolute et l'HMS Intrepid, commandés par Henry Kellett, sauvent l'expédition de McClure avant d'être pris par les glaces à l'île Melville. Le HMS Assistance et le HMS Pioneer, sous la responsabilité de Belcher, sont eux bloqués vers l'île Beechey.
Belcher visite le canal de Wellington, le détroit d'Arthur, l'île Buckingham, découvre les îles de Cornwall et d'Exmouth puis, en 1853, hiverne en baie de Northumberland et, le 20 mai, observe une eau libre de glace à l'entrée du détroit de Jones, en 1854 en baie de Baring où il perd l' Assistance et organise diverses excursions en traineau durant ces hivernages qui amènent des découvertes comme l'Île Table, les Cornouailles septentrionales, l'archipel Victoria et le canal de Belcher. 
Dans le canal de Belcher, le navigateur croit voir une mer libre de glace. Belcher abandonne progressivement tous ses navires. Seul celui de William Pullen (en) rentrera en Angleterre. 
Disgracié à son retour, la Navy ne l’engagera plus pour aucune mission mais le promeut contre-amiral en 1861, vice-amiral en 1866 puis amiral en 1872.

## Hommages
- Une espèce de serpent est nommée en son honneur, le Serpent de Belcher.
- Une île du Grand-Nord canadien, un cap, un chenal et des îles de la baie d'Hudson portent son nom.
- Jules Verne expose longuement ses aventures dans les mers Arctiques dans ses romans Les Aventures du capitaine Hatteras (partie 1, chapitre XII) et Sans dessus dessous (chapitre II)[4].

## Œuvres
Il publie le récit de son voyage autour du monde (1836-1842) en 1843.